# Tonghe
Tonghe je město v Jižní Koreji. Nachází se v severovýchodní části území, v provincii Kangwon. Na území o rozloze 180 km² zde žije přibližně 103 000 obyvatel (údaj z roku 2011). Ve městě se nachází zvláštní průmyslová zóna a město se snaží přilákat investory.

## Poloha
Město se rozprostírá v jihovýchodní části provincie Kangwon a z východní části je obklopeno Japonským mořem (Korejci nazývaným Východní moře). 10 km směrem na jih se nachází město Samčchok. Nedaleko se nachází několik jeskyní.

## Doprava
Tonghe je napojeno na železniční linku Jongdong (영동선) provozovanou společností Korail a na dálnici Tonghä kosoktoro (동해 고속도로) o délce 62 kilometrů a s číselným označením 65. V budoucnu je plánováno prodloužení dálnice podél celého východního pobřeží až do přístavního města Pusanu. Ve městě se nacházejí dva důležité přístavy: Tonghä-hang a Mukho-hang.
V roce 2008 začala operovat nová linka výletního trajektu spojující města ležící na pobřeží Japonského moře – Tonghe v Jižní Koreji, Sakaiminato v Japonsku a Vladivostok v Rusku.

## Partnerská města
- Bolu, Turecko (15. červen 2009)

- Curuga, Japonsko (13. duben 1981)

- Federal Way, Washington, Spojené státy americké (1. duben 2000)
- Nachodka, Rusko (10. listopad 1991)
- Saint John, Kanada (30. květen 2008)
- Tchu-men, Čínská lidová republika (28. duben 1995)

## Rodiště
- Pom-kun Cchao, bývalý profesionální fotbalista